# 大陸哲学
大陸哲学（たいりくてつがく、英語：continental philosophy）とは、ドイツ及びフランスを中心とする大陸ヨーロッパ (Continental Europe) において19世紀以降主流となる現代哲学である。イギリスやアメリカを初めとする英語圏において、19世紀後半から20世紀以降主流となる分析哲学に比較して呼称される。

## 特徴
大陸哲学は、地理的ないし定義的に英米の哲学と区切られるものではなく、あくまでも緩い区切りである。英米にも大陸哲学的な手法で研究する哲学者が居り、逆もまた然りである。イギリスやアメリカへ留学して分析哲学を学んで独自の分析哲学を展開するパスカル・アンジェルや、数理哲学のジャン・カヴァイエス、アメリカではリチャード・ローティーやスタンリー・カヴェルが大陸寄りの哲学を展開している。分析哲学のルーツと言われるゴットロープ・フレーゲのほかに、ルドルフ・カルナップ、ルートヴィヒ・ウィトゲンシュタインなど20世紀前半の分析哲学の代表的な哲学者は、いずれもドイツ語圏の生まれである。
大陸哲学は文系寄りで文学志向の手法をとるものとイメージされることが多く、理系寄りの問題を多く扱うイギリスやアメリカの分析哲学とは趣きを異にしている。ソーカル事件のように、英米の哲学者が大陸哲学の用語や論理の曖昧さやいい加減さを攻撃して大陸哲学が反発するなど両者は対立的で、場合によっては悪意ある偏見・ステレオタイプさえある。一方で両者の和解、統合を目指す哲学者もいる。
大陸哲学は、ドイツ観念論やヘーゲル学派の影響が強い。大陸哲学の代表的な手法として、解釈学、現象学、実存主義、構造主義などが挙げられる。
両哲学の特徴を対比した例は参考文献に挙げる『Continental Philosophy』に豊富である。ジョン・ステュアート・ミルにおけるジェレミ・ベンサムとサミュエル・テイラー・コールリッジの評価、アルフレッド・エイヤーとジョルジュ・バタイユのすれ違い、チャールズ・パーシー・スノーの「二つの文化」論などがある。

## 起源
サイモン・クリッチリーによれば、大陸哲学と分析哲学の分岐地点は二つあるとされている。一つはイマヌエル・カントの哲学に対する二通りの反応と評価であり、英米哲学は『純粋理性批判』の成功した認識論に、大陸哲学は『判断力批判』の「実践」にそれぞれ強い関心を持った。もう一つはブレンターノらの心理主義に対する二人の哲学者の異なった反応である。一人はエトムント・フッサール、もう一人はフレーゲである。この二人からそれぞれの哲学の流れは分岐し、マイケル・ダメットはフッサールを黒海に注ぐドナウ川に、フレーゲを北海に注ぐライン川に喩えている。